# Utikoomak Lake 155
Utikoomak Lake 155 är ett reservat i Kanada.   Det ligger i provinsen Alberta, i den centrala delen av landet, 3 000 km väster om huvudstaden Ottawa.
Trakten runt Utikoomak Lake 155 är nära nog obefolkad, med mindre än två invånare per kvadratkilometer.